# Ibson
Ibson Barreto da Silva, noto più semplicemente come Ibson (Niterói, 7 novembre 1983), è un ex calciatore brasiliano, di ruolo centrocampista.

## Carriera

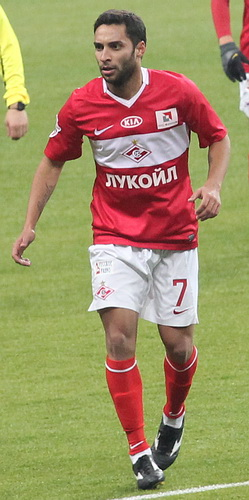
Ibson allo Spartak Mosca

Ibson entra a far parte del Clube de Regatas do Flamengo nel 1992, all'età di nove anni. È promosso alla prima squadra nella stagione 2003 e fa il suo debutto in una partita contro il CR Vasco da Gama. Nella stagione successiva, Ibson diventa uno dei più importanti giocatori della squadra: sotto la guida di Abel Braga vince la Taça Guanabara e il Campeonato Carioca mentre perde in finale la Copa do Brasil; in quella stagione, ha segnato sei gol giocando 44 partite.
Dopo una buona stagione alcuni club europei mostrano interesse per Ibson e, nel gennaio 2005 è acquistato dal Porto. Nella sua prima stagione completa vince la Primeira Liga e la Taça de Portugal, mentre nella seconda Ibson perde spazio nella squadra, avendo anche alcuni problemi con l'allenatore Jesualdo Ferreira. Successivamente, torna al Flamengo in prestito nel luglio 2007.
Il 13 luglio 2009 firma un contratto triennale con lo Spartak Mosca. Dopo altre esperienze in Brasile, con Flamengo, Santos e Corinthians, il 30 gennaio 2014 viene acquistato dal Bologna, presentato come un vero e proprio colpo di mercato dall'allora patron Guaraldi. Fa l'esordio con la maglia rossoblu il 9 febbraio contro il Torino.
Il 18 febbraio 2015 il Bologna comunica la risoluzione consensuale del contratto col giocatore.
Successivamente si trasferisce negli Stati Uniti per vestire la casacca dei Minnesota United.

## Statistiche

### Presenze nei club
Statistiche aggiornate al 28 maggio 2017.
| Stagione        | Squadra          | Campionato      | Campionato | Campionato | Coppe nazionali | Coppe nazionali | Coppe nazionali | Coppe continentali | Coppe continentali | Coppe continentali | Altre coppe | Altre coppe | Altre coppe | Totale | Totale | Totale |
| Stagione        | Squadra          | Comp            | Pres       | Reti       | Comp            | Pres            | Reti            | Comp               | Pres               | Reti               | Comp        | Pres        | Reti        | Pres   | Reti   |        |
| --------------- | ---------------- | --------------- | ---------- | ---------- | --------------- | --------------- | --------------- | ------------------ | ------------------ | ------------------ | ----------- | ----------- | ----------- | ------ | ------ | ------ |
| gen.-giu. 2014  | Bologna          | A               | 10         | 0          | CI              |                 |                 |                    |                    |                    |             |             |             |        |        |        |
| 2015            | Minnesota United | NASL            | 25+1       | 6          | USOC            | 1               | 0               | -                  | -                  | -                  | -           | -           | -           | 27     | 6      |        |
| 2016            | Minnesota United | NASL            | 23         | 1          | USOC            | 2               | 0               | -                  | -                  | -                  | -           | -           | -           | 25     | 1      |        |
| 2017            | Minnesota United | MLS             | 15         | 0          | USOC            | 1               | 0               | -                  | -                  | -                  | -           | -           | -           | 16     | 0      |        |
| Totale carriera | Totale carriera  | Totale carriera |            |            | -               |                 |                 | -                  |                    |                    | -           | -           | -           |        |        |        |

## Palmarès

### Club

#### Competizioni statali
- Campionato carioca: 3

Flamengo: 2004, 2008, 2009
- Campionato paulista: 1

Santos: 2012

#### Competizioni nazionali
- Campionato portoghese: 2

Porto: 2005-2006, 2006-2007
- Coppa di Portogallo: 1

Porto: 2005-2006
- Supercoppa di Portogallo: 1

Porto: 2006

#### Competizioni internazionali
- Recopa Sudamericana: 1

Corinthians: 2013

### Individuale
- Miglior giocatore del Campionato Mineiro: 1

2020